# Die Räuberbraut (1916)
Die Räuberbraut ist ein deutscher Stummfilm von 1916 im Format 35 mm und dem Seitenverhältnis 1:1,33. Regie führte Robert Wiene.

## Handlung
Eine junge Frau mit romantischen Ideen lehnt die Ehe, die ihre Eltern für sie arrangieren wollen, ab und träumt stattdessen davon, einen Räuber zu heiraten. Daraufhin suchen die Eltern nach einem jungen Mann, der einen Räuber darstellen soll, um ihre Tochter von ihren Plänen abzuhalten. Das Mädchen verliebt sich prompt in den jungen Mann.

## Hintergrund
Produziert wurde er von Messter Film in Woltersdorf (bei Berlin) und vertrieben von Hansa Film. Der Zensurprüfung unterlag der Film im September 1919, die Uraufführung fand am 29. September 1916 statt.